# Ligne du Setesdal
La ligne du Setesdal est une ligne ferroviaire norvégienne à voie étroite allant de Kristiansand à Byglandsfjord dans la région du Setesdal. 
La ligne mesurait 78 km de long. Elle fut établie en voie étroite (1 067 mm). La ligne fut fermée en 1962 mais une section de huit kilomètres a été conservée et est devenue aujourd'hui un musée ferroviaire qui est la plus grande attraction touristique du Setesdal.